# Frans van der Hulst
Frans van der Hulst, gelatiniseerd Hulstus (Brabant, ca. 1465 – Brussel, 6 december 1530) was een jurist die zetelde in de Raad van Brabant en die in 1523 kortstondig de eerste inquisiteur-generaal was van de inquisitie in de Nederlanden.

## Loopbaan
Na het voltooien van rechtenstudies aan de Leuvense universiteit in 1483, werd Van der Hulst op 5 december 1505 benoemd tot buitengewoon lid van de Raad van Brabant en op 1 mei 1508 tot gewoon lid. Hoewel hij een leek was, gaf hij blijk van een zekere interesse in ketterijzaken, voornamelijk waar het zijn alma mater betrof. Hij was bevriend met Adriaan Boeyens, de latere paus. In 1514 intervenieerde Van der Hulst in het conflict tussen de Antwerpse augustijnen en het Onze-Lieve-Vrouwekapittel, dat geen toestemming wilde geven voor hun komst naar de stad. De overeenkomst die na zijn bemiddeling tot stand kwam, liet de vestiging toe (onder voorwaarden) van wat al snel een broeihaard van lutheranisme zou blijken te zijn.
De Rijksdag van Worms in 1521 was voor keizer Karel V het sein om ernst te maken met het onderdrukken van het protestantisme in zijn rijk. Omdat hij het bestaande repressieapparaat niet tegen die taak opgewassen zag, stelde hij een staatsinquisitie in, die vorm kreeg op 23 april 1522 in de aanstelling van en de instructies aan Frans van der Hulst. Hij had volmacht om een soort snelrecht door te voeren, bijgestaan door Josse Lauwereijns, de voorzitter van de Grote Raad van Mechelen. Voorts omringde hij zich met geestelijken die ervaring hadden in kettervervolging: de nuntius Girolamo Aleandro, de Leuvense theologen Jacobus Latomus en Nicolaas Baechem, en de pauselijke inquisiteur Jacob van Hoogstraten. Ze richtten zich tegen de kerkcriticus Erasmus, die onder druk van de groep de Nederlanden al had verlaten, en tegen lutherse hervormers. 
De augustijnenprior Jacob Proost werd uitgenodigd naar Brussel voor een onderhoud met Van der Hulst. Hij werd gevangen gezet en verrichtte op 9 februari 1522 een publieke herroeping, waarvan de tekst op grote schaal werd verspreid. Dit succes werd teniet gedaan door zijn vlucht korte tijd later. De herroeping van Antwerps stadssecretaris Cornelius Grapheus en twee andere humanisten op 23 april had een meer blijvend karakter. Deze processen werden gevoerd voor de Raad van Brabant en de officiaal van de bisschop van Kamerijk, maar achter de schermen waren ze een try-out voor de nieuwe inquisitie en nam Van der Hulst de beslissingen. Hij trad officieel aan op de dag van Grapheus' recantatie.

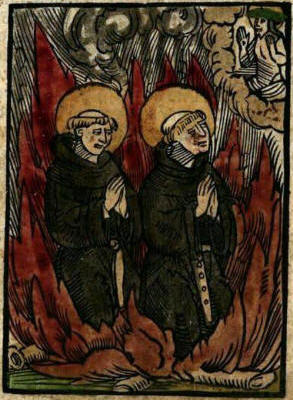
Houtsnede uit 1523 over de twee doodstraffen uitgesproken door Frans van der Hulst: Jan van Essen en Hendrik Voes op de brandstapel in Brussel.

De Antwerpse augustijnen bleven hun leer verkondigen en werden het brandpunt van de actie. Nadat een menigte de arrestatie van de nieuwe prior Hendrik van Zutphen had verhinderd, werden alle zestien broeders op 6 oktober aangehouden. De ondervragingen geleid door Van der Hulst hadden als resultaat dat ze allemaal hun ketterij bekenden en herriepen, behalve drie. Jan van Essen, Hendrik Voes en Lambrecht Thorn werden vastgehouden in de kerkers van het Kasteel van Vilvoorde. Terwijl ze daar zaten, besliste paus Adrianus VI op 1 juni 1523 om Van der Hulst aan te stellen tot algemeen pauselijk inquisiteur, wellicht mee ingegeven door de wens om de controle over het inquisitoriale apparaat niet te verliezen. Nauwelijks was de benoemingsbrief in de Nederlanden aangekomen, of de zaak kwam in een stroomversnelling. Voes en Van Essen werden op 1 juli 1523 verbrand op de Grote Markt van Brussel. Ze waren de eerste protestantse martelaren van Europa. Thorn vroeg bedenktijd en werd gespaard. 
Voor de inquisitie waren de verbrandingen een politieke mislukking. Het doel was steeds herroeping en erkenning van het pauselijke gezag. Daarom is het niet zo vreemd dat Van der Hulst in een brief aan de inquisiteur Jan Pascha een versie doorgaf die streed met alle ooggetuigenverklaringen, namelijk dat de broeders met hun laatste adem de paus de ware opvolger van Petrus hadden genoemd. Van der Hulst drukte zijn vreugde uit over deze woorden, die zogezegd door de biechtvaders op het schavot waren opgevangen en door omstaanders als miraculeus werden beschouwd, en spoorde Pascha aan om ze te verspreiden. 
Ondertussen had Van der Hulst zijn aandacht gericht op de vervolging van sacramentariërs in het graafschap Holland. Daar botste het systeem op zijn grenzen. Waar het overstijgen van de lijn tussen wereldlijke en kerkelijke rechtbanken nog gedekt werd door Van der Hulsts vriendschap met de paus, was dat niet het geval voor de gewestoverschrijdende bevoegdheid die hem was toegekend. Hoewel zijn instructies hem het recht gaven processen te initiëren en te beslechten in alle Nederlanden, en hij steun had van de lokale inquisiteur Floris Oem van Wijngaarden, zag men dit in Holland als een onrechtmatige vorm van centralisering. Toen de inquisiteurs Cornelis Hoen, Frederik Hondebeke en Willem de Volder met geweld arresteerden in Den Haag en overbrachten naar Geertruidenberg, werd het jus de non evocando ingeroepen om te verhinderen dat een Brabants rechter zich in de plaats zou stellen van de Raad van Holland. Als stadsadvocaat verbonden aan die Raad had de oudere Hoen veel connecties in Den Haag. Ook de Staten van Holland protesteerden. Van der Hulst diende het drietal te laten terugkeren en durfde zich er nauwelijks nog vertonen. Terwijl hij voorbereidingen trof om het proces te laten plaatsvinden in Gorinchem, kwam aan het licht dat hij een vervalsing had gepleegd. Landvoogdes Margaretha schorste Van der Hulst in september 1523 uit zijn keizerlijke functie, weliswaar benadrukkend dat ze over de pauselijke aanstelling niet kon beslissen. Zijn definitieve ontslag volgde in januari 1524. Na deze mislukking maakte de inquisitie een doorstart onder het driemanschap Olivier Buedens, Nicolas Houzeau en Nicolas Coppin. Van der Hulst werd niet in zijn functie hersteld, tot tevredenheid van Erasmus, die in hem een bondgenoot zag van zijn vijand Baechem.

## Film
In Storm: Letters van Vuur (2017) werd Frans van der Hulst gespeeld door Peter Van den Begin.

## Voetnoten
1. ↑  Paul Fredericq, Corpus documentorum inquisitionis haereticae pravitatis Neerlandicae. Verzameling van stukken betreffende de pauselijke en bisschoppelijke inquisitie in de Nederlanden, vol. IV, 1900, p. 102-104
2. ↑  Violet Soen, De reconciliatie van “ketters” in de zestiende-eeuwse Nederlanden (1520-1590), in: Trajecta. Tijdschrift voor de geschiedenis van het katholiek leven in de Nederlanden, 2005, nr. 1, p. 340
3. ↑  De bul noemde Van der Hulst universalis et generalis inquisitor et investigator.
4. ↑  Robert Christman, "Early Modern German Historians Confront the Reformation's First Executions", in: Archeologies of Confession. Writing the German Reformation, 1517-2017, eds. Carina L. Johnson e.a., 2017, p. 247. Gearchiveerd op 11 juli 2023.
5. ↑  Gert Gielis en Violet Soen, "The Inquisitorial Office in the Sixteenth-Century Habsburg Low Countries: A Dynamic Perspective", in: The Journal of Ecclesiastical History, 2015, nr. 1, p. 47-66. DOI:10.1017/S0022046914001286